# Distretto di Illimo
Il distretto di Illimo è uno dei dodici distretti della provincia di Lambayeque, in Perù. Si trova nella regione di Lambayeque e si estende su una superficie di 24,37 chilometri quadrati.

Istituito il 22 novembre 1905, ha per capitale la città di Illimo; nel censimento del 2005 contava 9.578 abitanti.